# Willo Gonnissen

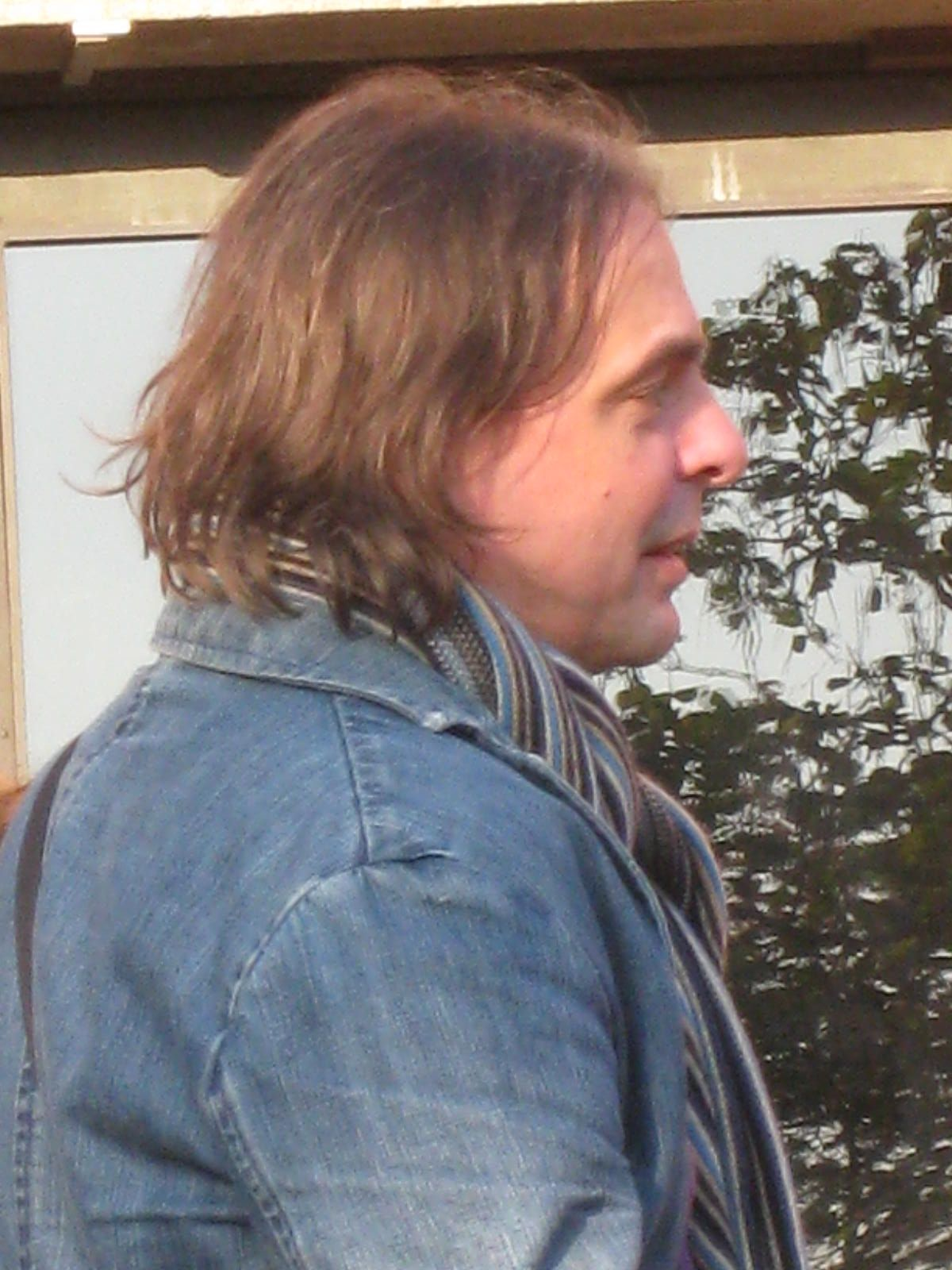
Willo Gonissen

Willo Gonnissen (Sint-Truiden, 28 juni 1959) is een Belgisch (Vlaams) beeldend kunstenaar.

## Vorming
Tussen 1979 en 1983 volgde hij de opleiding Grafische Vormgeving aan het Stedelijk Hoger Instituut voor Visuele Kommunikatie en Vormgeving te Genk.

## Citaat
```

```

Ik ben met ideeën bezig maar op een poëtische manier. Mijn lijfboek is Le petit prince van de Saint-Exupéry. Ik kan eigenlijk op een fysieke manier genieten van een zwart vierkant op een wit blad. Ik voel me ingebed in de traditie van Malevitsj.

## Tentoonstellingen

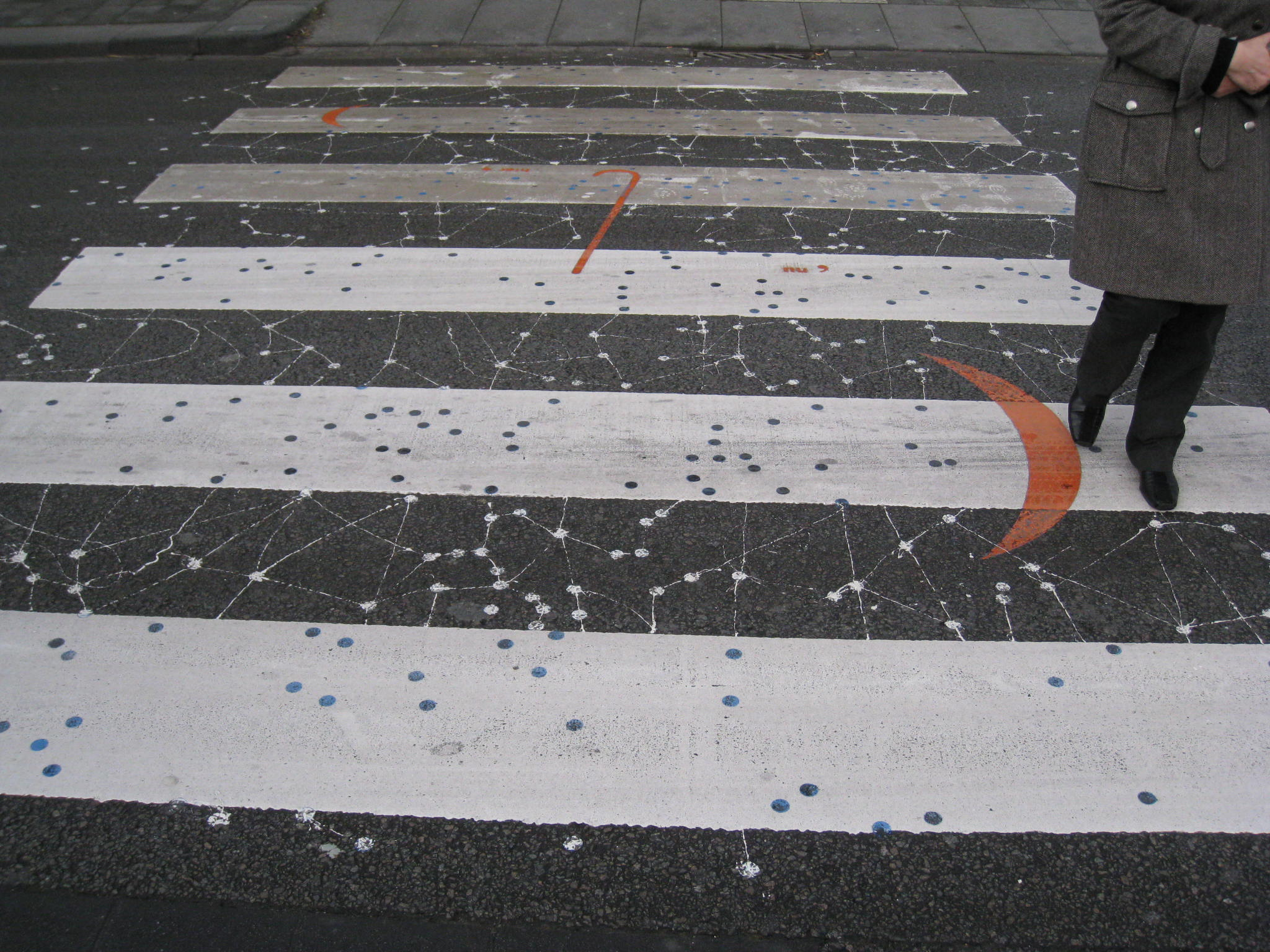
Willo Gonissen, Hier en nu, 2007, Hasselt Groene Boulevard Slachthuiskaai

### Individuele tentoonstellingen
- 2021 Kunstpunt CARÉ, Hasselt
- 2021 MEUBART-L, Diest
- 2006 ARTEspace, Brussel
- 2005 Galerie Benoot, Oostende, (samen met Horst Linn); Fluchtpunkt, Galerie Voss, Dortmund (D)
- 2004 Rear Window, CC De Boogaard, Sint-Truiden; Verdwijnpunt, CC De Doos, Hasselt
- 2002 Enz... . Galerie S&S, Antwerpen; Jedes Komma hat einen Punkt. Galerie Voss, Dortmund (D)
- 2001 Willo Gonnissen & Horst Linn im Atelier, Galerie Voss, Dortmund (D)
- 2000 Boeklezen, Kunstcentrum Il Ventuno, Hasselt
- 1998 Elke komma heeft een punt, Cultureel Centrum, Hasselt
- 1996 Also sprach er, Galerie Voss, Dortmund (D)
- 1995 Op zoek naar de prinses, Provinciaal Centrum voor Beeldende Kunsten, Hasselt
- 1994 Galerie De Witte, Beer Brugge; Galerie Voss, Dortmund (D); She, Dommelhof, Neerpelt
- 1991 Kunstcentrum Il Ventuno, Hasselt
- 1990 Media Mix, Provinciaal Museum, Hasselt; CIAP, Hasselt
- 1989 Hassotel, Hasselt; Galerie Magenta, Kalmthout; Cultuurcentrum Heusden-Zolder, (samen met Lucas Pellens)

### Kunstintegratie projecten
- 2007 Kunstzinnige aankleding van de zebrapaden van de Hasseltse Groene Boulevard (project crossovercrosswalk)[1]
- 2006 Krabbels met uitleg, neonsculptuur op gevel, Broederschool Genk (samen met Pierre Mertens)
- 2005 Lucy in the sky, Stadspark, Turnhout
- 2002 Mijn dessert, FLACC, Genk
- 1997 De schuilplaats, Hasselt
- 1996 Op zoek naar de prinses, Begijnhofmuur, Z33, Hasselt